# Alessio De Bon
Alessio De Bon (Rizzios, 7 ottobre 1898 – Feltre, 24 maggio 1957) è stato un archeologo italiano.

## Biografia
Formatosi da autodidatta, ha lasciato un importantissimo contributo allo studio dell'antica rete stradale del Norditalia (e, in particolare, del Cadore). 
Nel 1935 venne incaricato dall'Istituto Veneto di Scienze, Lettere ed Arti di svolgere delle ricerche per la comprensione del percorso originario della via Claudia Augusta, incarico affidato per la sua attitudine alla ricerca e al rilievo dei manufatti stradali antichi. 
Autore di numerose pubblicazioni, la sua prematura scomparsa non gli ha permesso di realizzare un'opera organica. Una summa dei suoi studi sulla via Claudia Augusta Altinate è stata recentemente curata dal figlio Sergio e da Renza Fiori.

### Spedizione di studio sulla via Claudia Augusta
Guidata da Alessio De Bon e promossa dall'Istituto Veneto di Scienze, Lettere ed Arti, fu avviata allo scopo di contribuire all'elaborazione della Carta archeologica italiana.
La commissione di vigilanza sulla spedizione era formata da:
Carlo Anti, Vittorio Lazzarini, Roberto Cessi, Giorgio Dal Piaz, Raffaello Battaglia, Bruna Tamaro Forlati, Giovanni Brusin, Luigi Marangoni, Pietro Orsi.
Alla spedizione contribuirono finanziariamente il Magistrato alle acque con 5 000 lire, il Consiglio nazionale delle ricerche con 20 000 lire, l'Istituto Veneto di Scienze, lettere ed Arti con 26 500 lire.
Alessio De Bon conclude, alla fine dello studio, che la via Claudia Augusta parta da Altino e prosegua verso Mercatelli e successivamente nell'ordine Feltre, Belluno, Passo di Monte Croce di Comelico ed infine per San Candido. Usciti dai confini Italiani la spedizione non prosegue.

Foto della spedizione
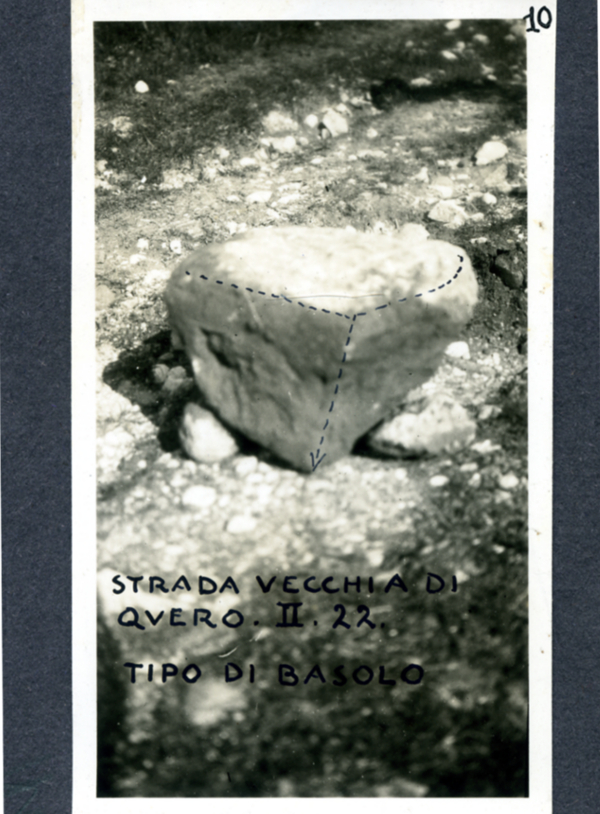
Foto della spedizione per l'individuazione del tracciato originale della via Claudia Augusta Altinate.
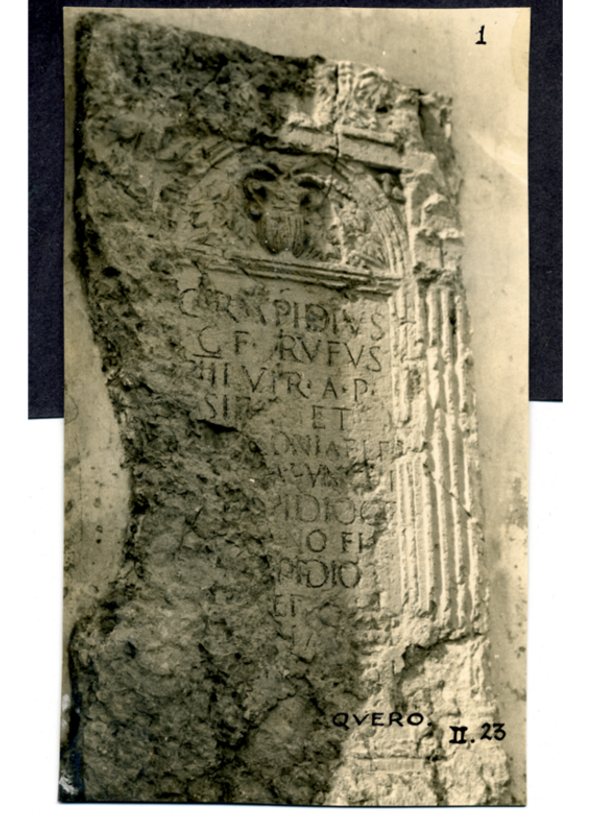
Foto della spedizione per l'individuazione del tracciato originale della via Claudia Augusta Altinate.
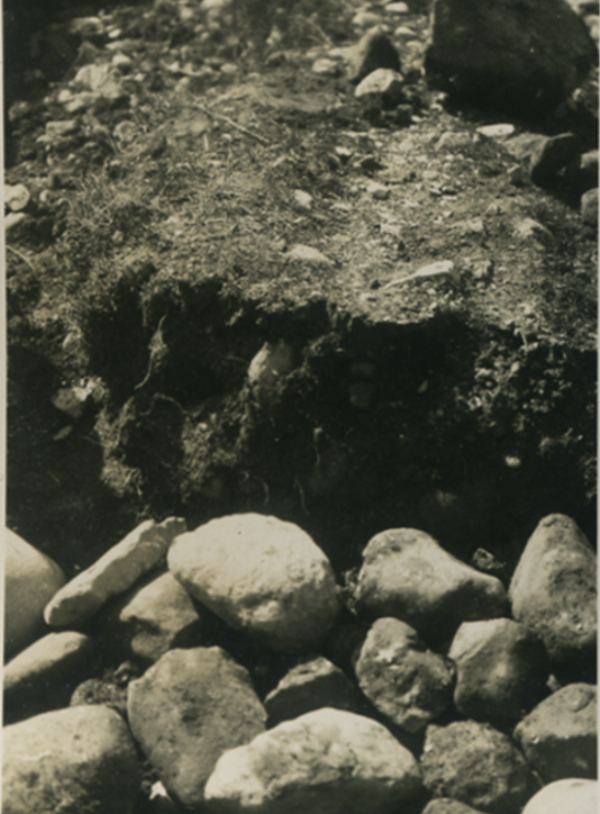
Foto della spedizione per l'individuazione del tracciato originale della via Claudia Augusta Altinate.
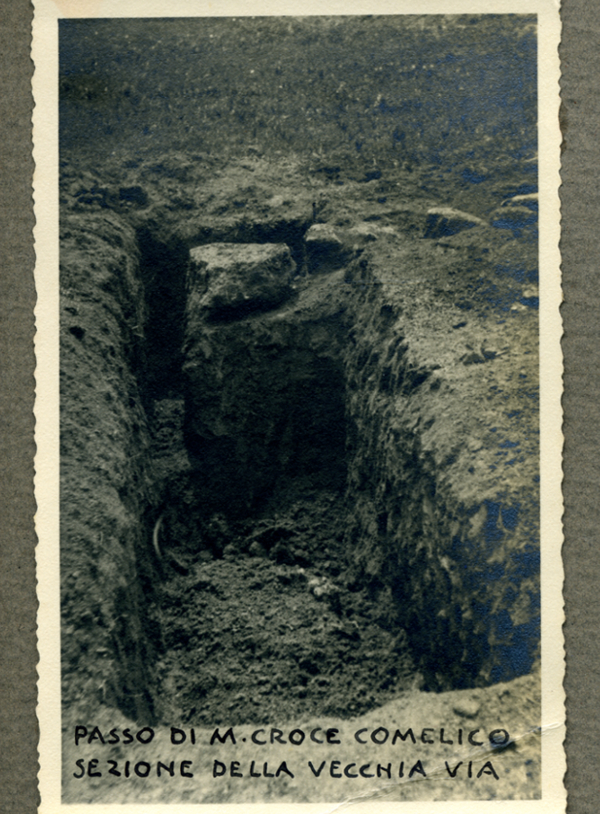
Foto della spedizione per l'individuazione del tracciato originale della via Claudia Augusta Altinate.
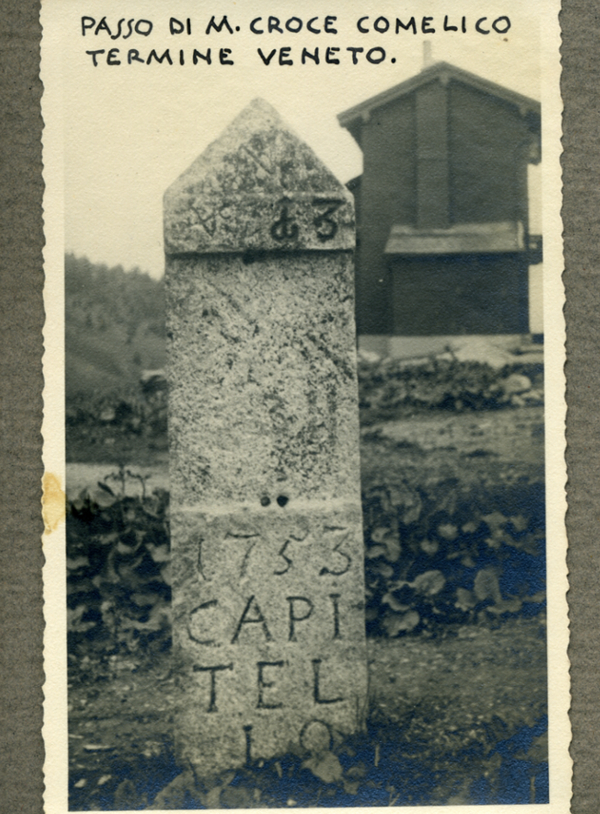
Foto della spedizione per l'individuazione del tracciato originale della via Claudia Augusta Altinate.

## Opere
- La colonizzazione romana dal Brenta al Piave, Bassano del Grappa, Arti grafiche bassanesi, 1933.
- Rilievi di campagna, in La via Claudia Augusta Altinate, Venezia, Regio Istituto Veneto di Scienze, Lettere ed Arti, 1938.
- Romanità del territorio vicentino, Vicenza, Tipografia Commerciale, 1938.
- Il Polesine ne l'Antico Impero: Il Municipio Romano di Atria, Rovigo, Società tipografica editrice rodigina, 1939.